# Claudia Tagbo

Claudia Tagbo (2013)

Claudia Tagbo (Abidjan, 14 juni 1973) is een Frans/Ivoriaanse actrice  en komiek.

## Tv-shows
Ze nam vijf keer deel in het eerste seizoen van On n'demande qu'à en rire vanaf 27 april 2011. Na 28 juni 2011 keerde ze niet meer terug naar de show. Tijdens haar derde deelname, behaalde ze een persoonlijk record van 87/100.
Ze was gastjurylid tijdens het seizoen 2015 van La France a un incroyable talent.
In 2016 werd ze jurylid van L'Afrique a un incroyable talent.

## Shows

### Solo-shows
- 2008: Jamel Comedy Club, geregisseerd door Kader Aoun
- 2011: Claudia Comedy Gospel door Claudia Tagbo, geregisseerd door Fabrice Éboué, Théâtre des Mathurins, Théâtre Le Temple
- 2012: Crazy van Claudia Tagbo, geregisseerd door Fabrice Éboué, The European
- 2017: Lucky door Claudia Tagbo

#### Musical
- 2019: Ghost, le musical in théâtre Mogador

## Theater
- 2020: Amis van Amanda Sthers en David Foenkinos, geregisseerd door Kad Merad, Théâtre de la Michodière

### Regisseur
- 2002: Demandez-nous pardon.

### Achtergrondzanger
- 1999: Groupe Barabara Akabla in de Arènes de Montmartre
- 1999: Groupe Alphonse Souma in de Flèche d’or en Masao in het Brusselse stadion